# Zagóra (Kłyżów)
Zagóra – część wsi Kłyżów w Polsce, położona w województwie podkarpackim, w powiecie stalowowolskim, w gminie Pysznica.
W latach 1975–1998 Zagóra administracyjnie należała do województwa tarnobrzeskiego.